# Nils Jönsson Oxenstierna di Svezia
Nils Jönsson Oxenstierna (1390 circa – 1450 circa) fu co-reggente di Svezia insieme a Bengt Jönsson Oxenstierna.

## Biografia
Figlio di importanti nobili e proprietari terrieri, fu un celebre statista, durante l'Unione di Kalmar assunse il potere dello stato insieme al fratello, per pochi mesi nell'anno 1448. Ricoprì innumerevoli cariche importanti al tempo, fu membro del consiglio superiore della Svezia (intorno al 1432), nel 1418 prese la città di Djursholm dove costruì un castello.